# Natal dos Hospitais
O Natal dos Hospitais é um programa de televisão e uma festa que se realiza todos os anos em parceria com a RTP, Diário de Notícias e Philips.
Este evento foi inaugurado em 1944 pelo jornal Diário de Notícias para trazer um sorriso às pessoas que estão nos hospitais durante o Natal. Começou a ser transmitido na RTP em 1958 com a apresentação de Henrique Mendes e cujo início foi com a artista Beatriz Costa, tornando-se assim no programa de entretenimento mais antigo da RTP e o mais antigo em exibição na televisão portuguesa.
Tem origem no anterior "Natal das Crianças dos Hospitais", um evento promovido pela poetisa algarvia Lutegarda Guimarães de Caires no início do século XX.
Em 1962 começou a ser transmitido em simultâneo com a antiga Emissora Nacional e tal transmissão se prolongou, de uma maneira bastante irregular, até ao fim do século XX na RDP Antena 1.
Nos anos 70, o Natal dos Hospitais era transmitido entre as 14 e as 19 horas, e era transmitido às vezes fora dos hospitais, e em lugares públicos conhecidos, como o Casino Estoril e o Coliseu dos Recreios.
Até ao ano 2005, a festa era feita da parte da manhã (das 9 às 13) no hospital São João do Porto e da parte da tarde (das 14 às 20 horas) no Hospital de Alcoitão. Em outros anos, as edições foram feitas em hospitais diferentes, na zona de Lisboa e do Porto.
A partir da edição de 2006 a emissão passou a ser simultânea nos dois locais, com emissões intercaladas.
Em 2007 chegou ainda mais uma inovação: foi realizada em seis hospitais do país: Bragança, Lisboa, Beja, Porto, Coimbra e Castelo Branco, sendo Lisboa e Porto os palcos principais.
A partir de 2020, com a situação de Pandemia de Covid-19 a emissão passou a ser feita nos estúdios da RTP no Porto e em Lisboa.
Lá passaram figuras emblemáticas da RTP como Carlos Cruz, Carlos Ribeiro, Catarina Furtado, Eládio Clímaco, Helena Ramos, Herman José, Isabel Angelino, João Baião, Joaquim Monchique, Jorge Gabriel, José Carlos Malato, Júlio Isidro, Merche Romero, Sónia Araújo, Tânia Ribas de Oliveira, Serenella Andrade entre muitos outros.
Muitos cantores têm actuado neste programa: Ágata, Amália Rodrigues, Ana, António Calvário, Cândida Branca Flor, Carlos Paião, Duo Ouro Negro, Emanuel, Hermínia Silva, José Cid, Marco Paulo, Rui Bandeira, Mickael Carreira, Quim Barreiros, Romana, Toy, José Malhoa, Starlight, Rui Veloso, Ruth Marlene, Simone de Oliveira, Tayti, Tony Carreira, Vicente da Câmara, Sérgio Rossi, Augusto Canário & Amigos, etc. Passaram por este programa os mais conceituados cantores da música portuguesa desde 1958 até à actualidade, desde cantores a ranchos folclóricos e coros e orquestras nacionais, como o Coro de Santo Amaro de Oeiras, que está sempre presente neste programa.
Esta festa é também realizada separadamente nos Açores e na Madeira.

## Apresentadores

### 1958
Henrique Mendes

### 1981
- Maria Leonor (Lisboa- Hospital de Santa Maria)
- Alice Cruz
- Artur Agostinho

### 1985
- Alice Cruz (Lisboa - Hospital Militar)
- Eládio Clímaco (Lisboa - Hospital Militar)

### 1986
- Alice Cruz
- Eládio Clímaco

### 1987
- Alice Cruz
- Eládio Clímaco

### 1989
- Ana Zanatti
- Fialho Gouveia
- Eládio Clímaco
- Ana Malhoa

### 1990
- Ana Zanatti- Hospital Francisco Xavier, Oeiras
- Eládio Clímaco- Hospital Francisco Xavier, Oeiras

### 1992
- Carlos Ribeiro- Hospital de São José

### 1993
- António Sala- Hospital Garcia d'Orta, Almada
- Cristina Esteves- Hospital Garcia d'Orta, Almada

### 1994
- Isabel Angelino- Hospital Júlio de Matos
- Carlos Ribeiro
- Cristina Esteves- Hospital Júlio de Matos
- Helena Napoleão
- Manuel Luís Goucha

### 1995
- António Sala - Alcoitão
- Anabela Mota Ribeiro- Alcoitão
- Manuel Luís Goucha- Hospital Magalhães Lemos

### 1996
- Carlos Ribeiro- Hospital Garcia d'Orta, Almada
- Maria João Gama
- Anabela Mota Ribeiro

### 1997
- António Sala- Hospital de Santa Maria
- Ana do Carmo- Hospital de Santa Maria
- Manuel Luís Goucha

### 1998
- Sónia Araújo
- Manuel Luís Goucha
- Maria João Carreira- Hospital Pedro Híspano

### 1999
- Nicolau Breyner- Hospital Garcia d'Orta, Almada
- Margarida Mercês de Mello- Hospital Garcia d'Orta, Almada

### 2000
- João Baião
- Isabel Angelino

### 2001
- João Baião
- Isabel Angelino

### 2002
- Jorge Gabriel
- Sónia Araújo

### 2003
- Júlio Isidro (Alcoitão)
- Margarida Mercês de Melo (Alcoitão)
- Jorge Gabriel (Porto- Hospital Militar)
- Merche Romero (Porto- Hospital Militar)

### 2004
- Jorge Gabriel
- Sónia Araújo

### 2005
- Jorge Gabriel
- Sónia Araújo
- Serenella Andrade
- Júlio Isidro

### 2006
- José Carlos Malato (Alcoitão)
- Merche Romero (Alcoitão)
- Jorge Gabriel (Porto)
- Sónia Araújo (Porto)

### 2007
- José Carlos Malato(Alcoitão)
- Merche Romero(Alcoitão)
- Jorge Gabriel (Porto)
- Serenella Andrade (Porto)

### 2008
- Sónia Araújo
- João Baião
- Tânia Ribas de Oliveira
- Jorge Gabriel

### 2009
- Sónia Araújo
- João Baião
- Tânia Ribas de Oliveira
- Jorge Gabriel

### 2010
- Sónia Araújo
- João Baião
- Tânia Ribas de Oliveira
- Jorge Gabriel

### 2011
- José Carlos Malato
- Jorge Gabriel
- Marta Leite de Castro
- Sónia Araújo

### 2012
- Catarina Furtado (Alcoitão)
- João Baião (Alcoitão)
- Sónia Araújo (Porto)
- José Carlos Malato (Porto)

### 2013
- Catarina Furtado (Alcoitão)
- João Baião (Alcoitão)
- Jorge Gabriel (Porto)
- Sónia Araújo (Porto)

### 2014
- José Carlos Malato (Alcoitão)
- Catarina Furtado (Alcoitão)
- Jorge Gabriel (Porto)
- Sónia Araújo (Porto)

### 2015
- José Carlos Malato (Alcoitão)
- Catarina Furtado (Alcoitão)
- Jorge Gabriel (Porto)
- Sónia Araújo (Porto)

### 2016
- José Carlos Malato (Alcoitão)
- Catarina Furtado (Alcoitão)
- Jorge Gabriel (Porto)
- Sónia Araújo (Porto)

### 2017
- José Carlos Malato (Alcoitão)
- Catarina Furtado (Alcoitão)
- Jorge Gabriel (Porto)
- Sónia Araújo (Porto)

### 2018
- Sónia Araújo (Hospital de São João, Porto)
- Jorge Gabriel (Hospital de São João, Porto)
- Catarina Furtado (Centro de Medicina de Reabilitação de Alcoitão)
- José Carlos Malato (Centro de Medicina de Reabilitação de Alcoitão)

### 2019
- Sónia Araújo (Hospital de São João, Porto)
- Jorge Gabriel (Hospital de São João, Porto)
- Catarina Furtado (Centro de Medicina de Reabilitação de Alcoitão)
- José Carlos Malato (Centro de Medicina de Reabilitação de Alcoitão)

### 2020
- Sónia Araújo (Estúdios RTP, Porto)
- Jorge Gabriel (Estúdios RTP, Porto)
- Catarina Furtado (Estúdios RTP, Lisboa)
- José Carlos Malato (Estúdios RTP, Lisboa)
- Tânia Ribas de Oliveira (Estúdios RTP, Lisboa)
- Vasco Palmeirim (Estúdios RTP, Lisboa)

### 2021
- Sónia Araújo (Estúdios RTP, Porto)
- Jorge Gabriel (Estúdios RTP, Porto)
- Catarina Furtado (Estúdios RTP, Lisboa)
- José Carlos Malato (Estúdios RTP, Lisboa)
- Tânia Ribas de Oliveira (Estúdios RTP, Lisboa)
- Vasco Palmeirim (Estúdios RTP, Lisboa)

### 2022
- Sónia Araújo (Estúdios RTP, Porto)
- Jorge Gabriel (Estúdios RTP, Porto)
- Catarina Furtado (Estúdios RTP, Lisboa)
- José Carlos Malato (Estúdios RTP, Lisboa)
- Tânia Ribas de Oliveira (Estúdios RTP, Lisboa - só de manhã)
- Vasco Palmeirim (Estúdios RTP, Lisboa - só de tarde)

### 2023
- Sónia Araújo (Hospital de São João)
- Jorge Gabriel (Hospital de São João)
- Catarina Furtado (Centro de Medicina de Reabilitação de Alcoitão)
- José Carlos Malato (Centro de Medicina de Reabilitação de Alcoitão)

### 2024
- Sónia Araújo (Hospital de São João)
- Jorge Gabriel (Hospital de São João)
- Catarina Furtado (Centro de Medicina de Reabilitação de Alcoitão)
- José Carlos Malato (Centro de Medicina de Reabilitação de Alcoitão)